# Амбала
Амбала — це місто і муніципалітет в окрузі Амбали в штаті Хар'яна, Індія, розташований на кордоні з індійським штатом Пенджаб, а також по-сусідству із столицями обох штатів Чандігарх. У політичному плані Амбала має дві підзони:  Ambala Cantonment (також відома як Ambala Cantt) і Ambala City, розташована за вісім кілометрів, тому вона також відома як «Twin City». У ньому є велика армія Індії та ВПС Індії присутності в межах району кантонування.
Амбала відокремлює річкову сітку Ганг від річкової сітки Інду та оточена двома річками — Гхаггар та Тангрі — на північ і на південь. Завдяки своєму географічному розташуванню район Амбали відіграє важливу роль у місцевому туризмі, перебуваючи за 47 км (28 миль) на південь від Чандігарха, за 50 км (30 миль) на північ від Курукшетри, за 148 км (93 милі) на південний захід від Шимли, 198 км (121 милі) на північ від Нью-Делі та 260 км (155 миль) на південний схід від Амрітсара.

## Історія

### Етимологія
Кажуть, що місто отримало свою назву від Амби Раджпут, яка нібито заснувала його у 14 столітті нашої ери. За іншою версією, воно назване на честь богині «Bhawani Amba», храм якої досі існує в місті Амбала.

### Класична епоха
Археологічний топограф Сі Джей Роджерс знайшов монети Індо-Парф'янського королівства, а також монети Хунас, Міхіракули та Торамани, що вказувало на те, що після розпаду імперії Маурі індопарфіяни захопили територію, а пізніше інкорпорували власність хунасів.

### Пі́знє Середньові́ччя
У 1709 році відбулася битва біля Амбали, і сикхи захопили Амбалу у Великих Моголів.

### Британська колоніальна ера

#### Армійська база Амбала
Армійський округ Амбала був створений у 1843 році після того, як англійці були змушені покинути район Карнал Кантт після епідемії малярії 1841—1842 рр., оскільки в ті часи не було відомих ефективних засобів боротьби з епідемією малярії.

#### База ВПС Амбала
База ВПС в Амбалі є однією з найстаріших і найбільших авіабаз, які були успадковані від англійців на ВПС. Саме з цієї авіабази Спітфайр, якою керували викладачі школи підвищення кваліфікації пілотів, брали участь в Індо-Пакистанській війні 1947—1948 років. Згодом Амбала протягом багатьох років була аеродромом на передовій. Тут були розташовані різні літаки, які були введені до складу ВПС Індії — Vampires, Ouragans, Hunters тощо. Усі вилітали з цієї бази. У 1965 році на авіабазу напали бомбардувальники В-57 ВПС Пакистану.

#### Утворення району Амбала
Амбала отримав статус району у 1847 р. Утворений об'єднанням джагірських маєтків дотепер незалежних вождів, території яких втратили чи були конфісковані урядом Британської Індії. За 160 років свого існування, як район, Амбала зазнала багатьох змін у своїх межах. Раніше він поширювався на техіли Амбали, Сафери, Джагадхрі, Піплі, Харара, Ропара та Налагарха.

#### Повстання 1857 року
За участь у першій війні за незалежність села Chaudharys та Lambardars, які брали участь у повстанні, також були позбавлені землі та майна, в тому числі 368 людей з Hisar та Gurugram були повішені або перевезені довічно, а на жителів Thanesar накладено штраф (235 000 рупій), Ambala (253 541 рупій) і Rohtak (63 000 рупій) переважно на рангхарах, шейхах і мусульманських Касаях).

### Після незалежності

#### Повішення вбивці Натхурама Годзе
У листопаді 1949 року вбивця Махатми Ганді — Натхурам Годзе був повішений в центральній в'язниці Амбали разом із Нараяном Апте, спільником. Амбала Кантт також згадується в «Kim» (роман Редьярда Кіплінга).

## Клімат
| Клімат Кліматичні дані для Амбали (1981—2010, екстреми 1901—2012) | Клімат Кліматичні дані для Амбали (1981—2010, екстреми 1901—2012) | Клімат Кліматичні дані для Амбали (1981—2010, екстреми 1901—2012) | Клімат Кліматичні дані для Амбали (1981—2010, екстреми 1901—2012) | Клімат Кліматичні дані для Амбали (1981—2010, екстреми 1901—2012) | Клімат Кліматичні дані для Амбали (1981—2010, екстреми 1901—2012) | Клімат Кліматичні дані для Амбали (1981—2010, екстреми 1901—2012) | Клімат Кліматичні дані для Амбали (1981—2010, екстреми 1901—2012) | Клімат Кліматичні дані для Амбали (1981—2010, екстреми 1901—2012) | Клімат Кліматичні дані для Амбали (1981—2010, екстреми 1901—2012) | Клімат Кліматичні дані для Амбали (1981—2010, екстреми 1901—2012) | Клімат Кліматичні дані для Амбали (1981—2010, екстреми 1901—2012) | Клімат Кліматичні дані для Амбали (1981—2010, екстреми 1901—2012) | Клімат Кліматичні дані для Амбали (1981—2010, екстреми 1901—2012) |
| Показник                                                          | Січ.                                                              | Лют.                                                              | Бер.                                                              | Квіт.                                                             | Трав.                                                             | Черв.                                                             | Лип.                                                              | Серп.                                                             | Вер.                                                              | Жовт.                                                             | Лист.                                                             | Груд.                                                             | Рік                                                               |
| Абсолютний максимум, °C                                           | 29,1                                                              | 33,9                                                              | 41,7                                                              | 45,0                                                              | 47,8                                                              | 47,8                                                              | 46,7                                                              | 43,9                                                              | 40,6                                                              | 39,4                                                              | 35,6                                                              | 29,4                                                              | 47,8                                                              |
| Середній максимум, °C                                             | 18,9                                                              | 22,4                                                              | 27,8                                                              | 34,9                                                              | 38,1                                                              | 38,1                                                              | 34,4                                                              | 33,3                                                              | 33,1                                                              | 31,7                                                              | 27,1                                                              | 21,7                                                              | 30,1                                                              |
| Середній мінімум, °C                                              | 6,4                                                               | 9,1                                                               | 13,8                                                              | 19,1                                                              | 23,4                                                              | 25,4                                                              | 25,5                                                              | 25,0                                                              | 23,0                                                              | 17,1                                                              | 11,1                                                              | 7,1                                                               | 17,2                                                              |
| Абсолютний мінімум, °C                                            | −1,3                                                              | −0,6                                                              | 3,7                                                               | 9,4                                                               | 13,9                                                              | 17,8                                                              | 19,4                                                              | 20,0                                                              | 15,6                                                              | 8,3                                                               | 1,8                                                               | −0,6                                                              | −1,3                                                              |
| Днів з дощем                                                      | 1,9                                                               | 2,2                                                               | 1,8                                                               | 1,2                                                               | 2,7                                                               | 4,5                                                               | 9,1                                                               | 9,0                                                               | 4,8                                                               | 0,8                                                               | 0,6                                                               | 1,0                                                               | 39,6                                                              |
| Вологість повітря, %                                              | 63                                                                | 54                                                                | 45                                                                | 28                                                                | 31                                                                | 42                                                                | 67                                                                | 72                                                                | 64                                                                | 51                                                                | 53                                                                | 60                                                                | 52                                                                |
| ----------------------------------------------------------------- | ----------------------------------------------------------------- | ----------------------------------------------------------------- | ----------------------------------------------------------------- | ----------------------------------------------------------------- | ----------------------------------------------------------------- | ----------------------------------------------------------------- | ----------------------------------------------------------------- | ----------------------------------------------------------------- | ----------------------------------------------------------------- | ----------------------------------------------------------------- | ----------------------------------------------------------------- | ----------------------------------------------------------------- | ----------------------------------------------------------------- |

## Демографія
| Релігія в Амбалі | Релігія в Амбалі | Релігія в Амбалі | Релігія в Амбалі | Релігія в Амбалі |
| ---------------- | ---------------- | ---------------- | ---------------- | ---------------- |
| Релігія          |                  |                  | Відсоток         |                  |
| Індуїзм          | Індуїзм          |                  | 81.94%           | 81.94%           |
| Сикхізм          | Сикхізм          |                  | 14.59%           | 14.59%           |
| Джайнізм         | Джайнізм         |                  | 1.44%            | 1.44%            |
| Іслам            | Іслам            |                  | 1.25%            | 1.25%            |
| Інші             | Інші             |                  | 0.78%            | 0.78%            |

За підсумками перепису населення в 2011 році в Амбалі налічувало 207 934 людей. Що складалося з 112 840 чоловіків та 95 094 жінок, співвідношення — 843. Також налічено 20 687 дітей 0–6 років, також середній рівень грамотності в Амбалі склав 89,31 %, 91,76 % чоловіків та 86,41 % жінок виявилися грамотними [1].

## Тканинний ринок
Ринок тканини вважається найбільшим текстильним ринком у регіоні. Він розташований у секторі 7, центральній частині міста Амбала. Ринок відомий тим, що забезпечує весільні покупки. Найчастіше купуються предмети — сарі та шовковий одяг.

## Освіта
Амбала має велику кількість шкіл та коледжів. До найбільш відомих коледжів належать:
- Монастир Ісуса та Марії, Амбала
- Школа інженерії та прикладних досліджень E-Max
- Урядовий політехнічний коледж, Амбала
- Університет Махаріші Маркандешвар, Муллана
- Коледж Санатана Дхарми (SD College)
- Інститут менеджменту та технологій Шрі Атмананд Джейн
- Лікарня та школа медсестер у Філадельфії, Амбала

## Транспорт
Амбала пов'язана з усіма іншими великими містами північної Індії. Це велике об'єднання для різних пасажирів зі всіх сусідніх держав. Автобусна станція Ambala Cantt щодня приймає приблизно 50 000 пасажирів.
Національна магістраль NH 44, відома в народі як дорога GT, раніше відома як NH 1, проходить через Амбалу та з'єднує її з національною столицею Делі, Паніпатом, Лудхіяною та Амрітсаром. NH 152 з'єднує його зі столицею штату Чандігарх, Кайталом. Окрім міждержавного сполучення, в Амбалі також орзташоване одне з найстаріших місцевих автобусних сполучень в місті Хар'яна, яким керують як автошляхи міста Хар'яна, так і приватні компанії. Інші засоби місцевого транспорту включають авторикші та велосипедні рикші.

## Дороги
Автобусне сполучення є основним видом громадського транспорту в цьому районі. Депо «Амбала» з'явилося 1 серпня 1950 року.

## Залізниці
Амбала є штабним відділенням Північної залізничної зони і є важливим залізничним вузлом. Станція Ambala Cantt входить до числа 100 найкращих станцій з продажу квитків в Індії. Місто обслуговують три залізничні станції:
- Ambala Cantt [UMB]
- Ambala City [UBC]
- Dhulkot [DKT]

Залізнична станція Амбала була заснована на стику ліній Делі — Калка та Лудхіана — Сахаранпур. Історична залізнична лінія Делі — Паніпат — Амбала — Калка датується 1889 роком, тоді як лінія Лудхіана — Сахаранпур була побудована в 1870 році. Це місто, розташоване за 200 км на північ від Делі, добре з'єднане залізничною та автомобільною мережею.
Залізнична станція Амбала Кантт є головною станцією міста і добре пов'язана з великими містами Індії. Залізниця Калка — Шимла, яка входить до списку Світової спадщини ЮНЕСКО, також потрапляє до підрозділу Амбала.
Залізнична станція Ambala Cantonment обслуговує максимум Shatabdi Express після Нью-Делі. Залізнична станція Амбала згадувалась у відомому оповіданні Раскіна Бонда «Жінка на платформі 8», хоча насправді в Амбала Кант немає платформи 8.